# صنوبر أريزوني

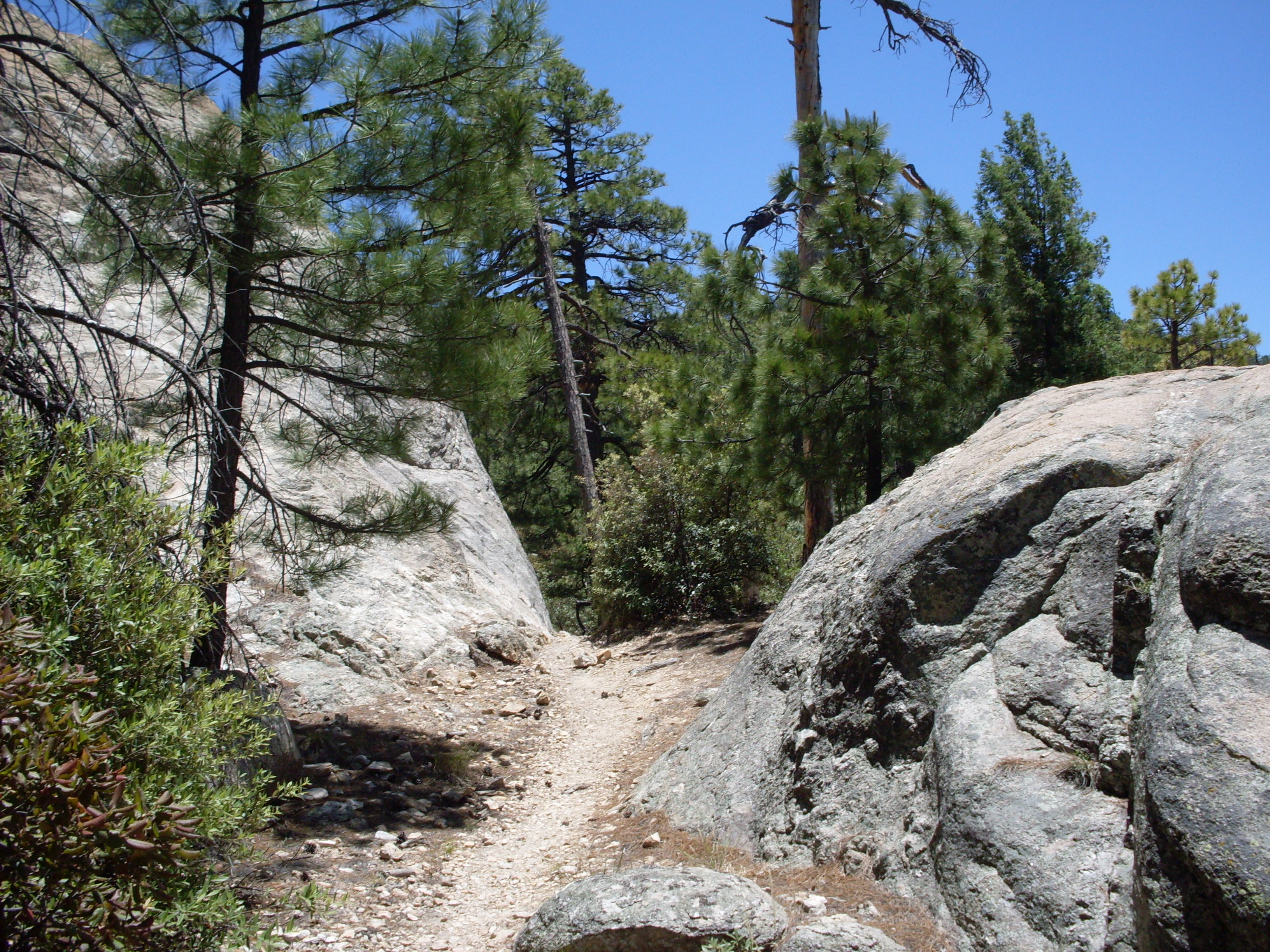

صنوبر أريزوني (الاسم العلمي:Pinus arizonica) هي نوع من النباتات يتبع جنس الصنوبر من فصيلة الصنوبرية.